# Долење Отаве
Долење Отаве (словен. Dolenje Otave) је насељено место у општини Церкница, Приморско-нотрањска регија, Словенија .

## Историја
До територијалне реорганизације у Словенији било је у саставу старе општине Церкница.

## Становништво
У попису становништва из 2011. године, Долење Отаве је имало 27 становника.
| Број становника према пописима | Број становника према пописима | Број становника према пописима |
| ------------------------------ | ------------------------------ | ------------------------------ |
| 1991                           | 2002                           | 2011                           |
| 34                             | 31                             | 27                             |